# 尾崎行輝
尾崎 行輝（おざき ゆきてる、1888年1月14日 - 1964年6月3日）は、日本の政治家。参議院議員（1期）。飛行機研究家。パイロット。日本航空取締役、日本航空協会副会長。天狗倶楽部所属者。尾崎行雄の四男。

## 経歴
尾崎行雄と繁子の四男として東京で生まれる。京都帝国大学理科大学中退。在学中にライト兄弟に憧れ、帝国飛行協会のパイロット養成の第一期生となる。1915年（大正4年）所沢飛行場から青山練兵場まで卒業飛行を披露して帝国飛行協会航空局技師となる。一期生は行輝と扇野竹次の2名だったが、扇野は事故により訓練を中断したため卒業は行輝ひとりだった。青山では、帝国飛行協会総裁久邇宮邦彦王らと共に行雄と妹・清香が迎えた。同年8月には、女性記者の草分け恩田和子を同乗し、読売新聞に搭乗記が掲載された。1917年（大正6年）に自分で設計した飛行機で不時着事故を起こし、以後行雄の秘書となる。1919年（大正8年）には行雄の欧州視察に同行した。
1947年（昭和22年）に第1回参議院議員通常選挙全国区に無所属で立候補し、当選。1950年（昭和25年）参議院電気通信・内閣委員会連合審査会理事となる。1951年（昭和26年）民間航空飛行団体「おおとり会」名誉会長、日本航空取締役就任。1953年（昭和28年）第3回参議院議員通常選挙全国区に緑風会で立候補するも落選。行雄も落選し、親子落選と話題になった。1955年（昭和30年）第27回衆議院議員総選挙に行雄と同じ三重2区から無所属で挑戦するも10人中最下位で落選し、定数4で4位当選者とは約3万票の大差であり、行輝は同選挙区で唯一の1万未満の得票で大惨敗だった（5235票、得票率1.9%）。
1964年（昭和39年）6月3日死去、76歳。死没日をもって勲三等旭日中綬章追贈、従四位に叙される。

## エピソード
- 自ら設計した飛行機「尾崎式曽我号」で、新潟に不時着した。
- 孫文が中国革命のために購入した飛行機の試験飛行をした。
- 1947年の参議院議長選挙・首班指名選挙で1票を得る。
- 日本エスキーテニス連盟名誉会長を務める。

## 家族
- 長男・尾崎行光（1920年生） - パイロットを経て読売新聞記者[7][8]
- 長女・美和子（1922年生） - 北岡文兵衛と千家尊福の孫・北岡鶴夫の妻。
- 二男・尾崎行良（1925年生） - バイロットとなり（逓信省航空局航空機乗員養成所9期生となり同省技官、日本航空のち役員）、伏見宮博恭王の孫尾崎光子を妻とした[9][10]。